# Newsmax
Newsmax, транскрипция «ньюз макс» (в переводе с англ. — «максимум новостей») — американское СМИ в сети интернет, ориентированное на консервативную аудиторию. Некоторые эксперты называют сайт самым влиятельным среди ресурсов правого толка. Основан в 1998 году Кристофером Рудди. Принадлежит компании Newsmax Media. Штаб-квартира располагается в Палм-Бич, штат Флорида.

## О сайте
Сайт затрагивает вопросы национальной и мировой политики, религии, здравоохранения, финансов и передовых технологий. Newsmax публикует новости и мнения экспертов в разных областях.
Совокупная ежемесячная аудитория портала и других тематических подразделений Newsmax достигает около 12 млн американцев. Более миллиона жителей США подписаны на специализированные рассылки, например, по теме здоровья и финансам. Аудитория социальных медиа портала достигает 400 000 человек. В определённые моменты сайт соперничал с Breitbart News за первенство среди читателей-консерваторов в США.
Также в семействе Newsmax Media есть круглосуточный новостной телеканал, имеющий контракты с крупнейшими кабельными вещателями США. По состоянию на 2017 год он имел доступ в 40 млн домохозяйств в США. Также издается одноимённый журнал. В портфеле медиакомпании Newsmax Media есть ещё несколько десятков информационных проектов.
Первоначальные вложения в сайт в 1998 году составили 25000 долларов. Партнером Рудди был миллиардер Ричард Мелом Скейф — на тот момент владелец Pittsburgh Tribune Review. Ещё 15 млн долларов были собраны с 200 частных инвесторов. Позднее партнеры выкупили все доли миноритариев и поделили пакет в пропорции 60 к 40 процентам, где большая часть стала принадлежать Руди. Спустя 10 лет после открытия — в 2008 году — выручка достигла 25 млн. Аудитория издания в некоторые годы росла практически на 100 % ежегодно, а у отдельных проектов рост доходил до 600 %. В определённый момент Newsmax пытался купить журнал Newsweek.
Одной из историй, которая принесла изданию дополнительное признание, был материал о Саре Пэлин — тогдашнем губернаторе Аляски — за несколько дней до объявлении о её предвыборном партнерстве с Маккейном.

## Кристофер Рудди
Кристофер вырос в пригороде Лонг-Айленда. Получил степень бакалавра в Университете Сент-Джонса и степень магистра в Лондонской Школе Экономики и политических наук.
В качестве журналиста работал в New York Post и Pittsburgh Tribune Review. Некоторые эксперты причисляют его к 20 самым авторитетным людям в американских медиа. Руди входит в Совет директоров Ассоциацию коммерческих издателей — отраслевой организации, представляющей издания, которые ежемесячно достигают аудитории равной 25 миллионам американцев. Его называют личным другом Дональда Трампа.